# Hemiergis millewae
Hemiergis millewae — вид сцинкоподібних ящірок родини сцинкових (Scincidae). Ендемік Австралії.

## Поширення і екологія
Hemiergis millewae мешкають на півдні Австралії, зокрема в регіоні Кулгарді в Західній Австралії, на півострові Ейр та в горах Фліндерс в Південній Австралії, в Національному парку Муррей-Сансет у Вікторії та в горах Бар'єрного хребта в Новому Південному Уельсі. Вони живуть в сухих рідколіссях маллі та в спінніфексових заростях.